# Gerolamo Sersale
Gerolamo Sersale (también escrito en español como Gerónimo Sirsali; en latín, Sirsalis) (1584-1654) fue un jesuita italiano; astrónomo y selenógrafo, autor de un mapa de la luna en 1650.

## Semblanza
Su apellido es el de una noble familia napolitana, originaria de Sorrento. La ciudad de Sersale, una comuna en la provincia de Catanzaro, en el sur de Italia, fue fundada en 1620.
Sacerdote jesuita, Sersale dibujó un mapa bastante preciso de una luna llena en julio de 1650. La existencia de este mapa es conocida a través de Giovanni Riccioli, quien lo citó en su obra Almagestum Novum.
El Observatorio Naval de San Fernando en Cádiz, España, conserva un ejemplar de este mapa.

## Eponimia
- El cráter lunar Sirsalis conmemora su nombre.[1]
- Las rimae Sirsalis, uno de los más notables sistemas de grietas lunares, también recibió su nombre.[4]